# Pultenaea divaricata
Pultenaea divaricata är en ärtväxtart som beskrevs av Herbert Bennett Williamson. Pultenaea divaricata ingår i släktet Pultenaea och familjen ärtväxter. Inga underarter finns listade i Catalogue of Life.